# Ronde van Vlaanderen 2009
De 93e editie van de Ronde van Vlaanderen werd verreden op 5 april 2009. Het was de 93e editie van deze koers en de renners reden in uitstekende weersomstandigheden, 259,7 kilometer van Brugge tot Meerbeke.

## Verloop
Vlaanderens Mooiste ging om 9.45u van start op de Grote Markt van Brugge. Een kwartiertje later werd de officiële start gegeven net buiten het centrum. Het was de eerste keer dat de start live op televisie kwam: Sporza zond het eerste wedstrijduur integraal uit.
Dit inspireerde vele renners om zich in de kijker te rijden, maar in de eerste helft van de wedstrijd slaagde niemand erin de goede vlucht op poten te zetten: na de eerste twee helse wedstrijduren was het gemiddelde meer dan 49 km/u. Ondertussen was de Italiaanse sprinter Mirco Lorenzetto al ernstig gevallen en in subcomateuze toestand naar een ziekenhuis gebracht, en had ook José Vicente García Acosta een polsbreuk opgelopen. Halverwege ontsnapten dan toch vier renners: de Belgen Filip Meirhaeghe en Wim De Vocht, de Fransman Sébastien Turgot en de Wit-Rus Aljaksandr Koetsjynski.
Op de Wolvenberg kregen Meirhaghe en Turgot het moeilijk, en op de top hadden ze al een kleine halve minuut achterstand op hun twee medevluchters. Ze zouden De Vocht en Koetsjinski niet meer terugzien en werden enkele tientallen kilometer verderop gegrepen door het peloton. Op 100 kilometer van de streep had het leidersduo ruim 2'30" voorsprong op een compact peloton.
Zoals de traditie het wil werd de eerste schifting gevoerd op 80 kilometer van de streep, met het drieluik Oude Kwaremont, Paterberg en Koppenberg. Boven op de Paterberg hadden de leiders maar een halve minuut meer op de groep der favorieten, waar Tom Boonen en Filippo Pozzato het best naar boven reden, maar ook de andere favorieten deden dit met verve. Enkel Greg Van Avermaet en Stijn Devolder, winnaar van de vorige editie, waren niet meteen vooraan te vinden.
Net voor de Koppenberg dichtten zes renners de bres met de koplopers: Leif Hoste, Sylvain Chavanel, Manuel Quinziato, Frédéric Guesdon, Daniel Lloyd en Marco Bandiera. Samen met de twee vluchters kwamen ze boven op de Koppenberg. Hier viel het peloton helemaal uiteen, wanneer Boonen en Pozzato opnieuw hun duivels ontbonden; Karsten Kroon en Devolder schoven vlot mee in het wiel. Fabian Cancellara, die niet helemaal fit was en een dienende rol had gekregen bij Team Saxo Bank, kreeg af te rekenen met een kettingbreuk en stapte uit de koers. Enkele kilometers na de Koppenberg hadden de acht leiders anderhalve minuut voorsprong op het peloton, waarin vele geloste renners konden terugkeren.
Op de eerstvolgende hellingen werd het beeld van de vorige heuvels bevestigd: Boonen en Pozzato waren de sterksten, maar ze wilden niet doorrijden waardoor de anderen steeds konden terugkeren. Er keerde wel steeds meer volk terug, waardoor Quick·Step kon controleren en de voorsprong van de leiders slonk. Het peloton ving op die manier het laatste wedstrijduur aan.
Op de Berendries plaatste Pozzato een snedige demarrage, die enkel Boonen (met gemak) en Devolder (die van iets verder moest komen) konden beantwoorden. Op de daaropvolgende Valkenberg viel de kopgroep uiteen en vond het drietal aansluiting met de kop van de koers. Nick Nuyens en Philippe Gilbert beseften het gevaar en probeerden naar de koplopers toe rijden, maar hun poging faalde. Boven op de Valkenberg waren er zeven leiders: Quinziato, Pozzato, Hoste, de verrassende Bandiera, en de drie ploegmaats Boonen, Chavanel en Devolder. Op het moment van de samensmelting zette Quinziato door, enkel Chavanel schoof mee.
Door het afstopwerk van Boonen en Devolder keerden enkele renners terug, terwijl de voorsprong van het leidersduo kilometers lang tussen de 15 en 30 seconden schommelde. Preben Van Hecke ging op zoek naar de twee leiders en kreeg op de top van de Eikenmolen het gezelschap van Devolder, die met een verschroeiende demarrage bergop iedereen los uit het wiel reed. De twee achtervolgers vonden even voor de Muur-Kapelmuur de aansluiting bij het leiderduo.
Op de Muur ging Devolder vol door. Van Hecke moest al in de eerste meters een kloof laten, en ook Quinziato, die Chavanel als waakhond naast zich moest dulden, moest een ontketende Devolder uiteindelijk laten gaan. Op 15 kilometer van de streep had Devolder al 15 seconden op de achtervolgers, bij wie Van Hecke terug was komen aansluiten. In het vlakke gedeelte tussen de Muur en de Bosberg ging Devolder als een bezetene tekeer. Zijn voorsprong groeide zienderogen op de drie achtervolgers, die zich ergerden aan Chavanel omdat deze zijn deel van het werk weigerde te doen.
De laatste 10 kilometer waren een ware triomftocht voor Stijn Devolder. Hij hield met gemak stand tegen zijn naaste belagers, die op een handvol kilometer voor de streep werden gegrepen door de groep met onder anderen Hoste, Gilbert, Nuyens en Boonen. Bij het oprijden van de laatste rechte lijn werd hij op applaus onthaald door een uitzinnige menigte. Bij het overschrijden van de streep wees hij naar de hemel, een gebaar voor zijn in januari overleden collega en vriend Frederiek Nolf.
In de laatste kilometer sprong Heinrich Haussler, medefavoriet, weg uit de groep der geslagenen en werd, net zoals in Milaan-San Remo, tweede. Philippe Gilbert won de sprint voor de derde plaats, voor Martijn Maaskant en Filippo Pozzato.

## Hellingen
De 16 beklimmingen in de Ronde waren:
| Nummer | Naam           | Kilometer | Bestrating      | Lengte (m) | Gemiddelde helling |
| ------ | -------------- | --------- | --------------- | ---------- | ------------------ |
| 16     | Molenberg      | 157       | kasseien/asfalt | 463        | 7                  |
| 15     | Wolvenberg     | 167       | asfalt          | 645        | 7,9                |
| 14     | Oude Kwaremont |           | kasseien        | 2200       | 4                  |
| 13     | Paterberg      | 189       | kasseien        | 360        | 12,9               |
| 12     | Koppenberg     | 189       | kasseien        | 600        | 11,6               |
| 11     | Steenbeekdries |           | kasseien        | 700        | 5,3                |
| 10     | Taaienberg     | 203       | kasseien/asfalt | 530        | 6,6                |
| 9      | Eikenberg      |           | kasseien        | 1100       | 6,2                |
| 8      | Varent         |           | asfalt          | 900        | 5                  |
| 7      | Leberg         | 216       | asfalt          | 950        | 4,2                |
| 6      | Berendries     | 222       | asfalt          | 940        | 7                  |
| 5      | Valkenberg     | 227       | asfalt          | 540        | 8,1                |
| 4      | Tenbosse       | 233       | asfalt          | 455        | 6,4                |
| 3      | Eikenmolen     | 239       | asfalt          | 610        | 5,9                |
| 2      | Muur-Kapelmuur | 249       | kasseien        | 475        | 9,3                |
| 1      | Bosberg        | 252       | kasseien/asfalt | 980        | 5,8                |

## Uitslag mannen
| Ronde van Vlaanderen 2009 (259.7 km) |                   |                         |          |
| Plaats                               | Naam              | Ploeg                   | Tijd     |
| Winnaar                              | Stijn Devolder    | Quick·Step - Innergetic | 6u01'04" |
| 2                                    | Heinrich Haussler | Cervélo TestTeam        | + 59"    |
| 3                                    | Philippe Gilbert  | Silence-Lotto           | z.t.     |
| 4                                    | Martijn Maaskant  | Team Garmin - Chipotle  | z.t.     |
| 5                                    | Filippo Pozzato   | Katjoesja               | z.t.     |
| 6                                    | Matti Breschel    | Team Saxo Bank          | z.t.     |
| 7                                    | Marcus Burghardt  | Team Columbia           | z.t.     |
| 8                                    | Björn Leukemans   | Vacansoleil             | z.t.     |
| 9                                    | Martin Elmiger    | AG2R-La Mondiale        | z.t.     |
| 10                                   | Bert De Waele     | Landbouwkrediet         | z.t.     |

## Uitslag vrouwen
Ook de vrouwen kwamen in actie op zondag 5 april 2009. Het parcours ging over 131.6 kilometer. Het was de tweede race uit de strijd om de UCI Road Women World Cup.
| Ronde van Vlaanderen (131.6 km) |                     |                          |          |
| Plaats                          | Naam                | Ploeg                    | Tijd     |
| Winnaar                         | Ina-Yoko Teutenberg | Columbia-Highroad        | 3u30'12" |
| 2                               | Kirsten Wild        | Cervélo Test Team        | z.t.     |
| 3                               | Emma Johansson      | Red Sun Cycling Team     | z.t.     |
| 4                               | Nicole Cooke        | Vision 1 Racing          | z.t.     |
| 5                               | Martine Bras        | Selle Italia Ghezzi      | z.t.     |
| 6                               | Marianne Vos        | DSB Bank-LTO             | z.t.     |
| 7                               | Julia Martisova     | Gauss RDZ Ormu-Colnago   | z.t.     |
| 8                               | Noemi Cantele       | Bigla Cycling Team       | z.t.     |
| 9                               | Loes Gunnewijk      | Team Flexpoint           | z.t.     |
| 10                              | Grace Verbeke       | Lotto-Belisol Ladiesteam | z.t.     |

| Stand UCI Road Women World Cup 2009 |                     |                         |        |
| Plaats                              | Naam                | Ploeg                   | Punten |
| Gouden trui                         | Marianne Vos        | DSB Bank-LTO            | 99     |
| 2                                   | Emma Johansson      | Red Sun Cycling Team    | 85     |
| 3                                   | Ina-Yoko Teutenberg | Columbia-Highroad       | 75     |
| 4                                   | Kirsten Wild        | Cervélo Test Team       | 50     |
| 5                                   | Martine Bras        | Selle Italia Ghezzi     | 45     |
| 6                                   | Kristin Armstrong   | Cervélo Test Team       | 38     |
| 7                                   | Martine Bras        | Selle Italia Ghezzi     | 38     |
| 8                                   | Eva Lutz            | Nürnberger Versicherung | 37     |
| 9                                   | Nicole Cooke        | Vision 1 Racing         | 30     |
| 10                                  | Julia Martisova     | Gauss RDZ Ormu-Colnago  | 27     |

1913 · 
1914 · 
1915 · 
1916 · 
1917 · 
1918 · 
1919 · 
1920 · 
1921 · 
1922 · 
1923 · 
1924 · 
1925 · 
1926 · 
1927 · 
1928 · 
1929 · 
1930 · 
1931 · 
1932 · 
1933 · 
1934 · 
1935 · 
1936 · 
1937 · 
1938 · 
1939 · 
1940 · 
1941 · 
1942 · 
1943 · 
1944 · 
1945 · 
1946 · 
1947 · 
1948 · 
1949 · 
1950 · 
1951 · 
1952 · 
1953 · 
1954 · 
1955 · 
1956 · 
1957 · 
1958 · 
1959 · 
1960 · 
1961 · 
1962 · 
1963 · 
1964 · 
1965 · 
1966 · 
1967 · 
1968 · 
1969 · 
1970 · 
1971 · 
1972 · 
1973 · 
1974 · 
1975 · 
1976 · 
1977 · 
1978 · 
1979 · 
1980 · 
1981 · 
1982 · 
1983 · 
1984 · 
1985 · 
1986 · 
1987 · 
1988 · 
1989 · 
1990 · 
1991 · 
1992 · 
1993 · 
1994 · 
1995 · 
1996 · 
1997 · 
1998 · 
1999 · 
2000 · 
2001 · 
2002 · 
2003 · 
2004 · 
2005 · 
2006 · 
2007 · 
2008 · 
2009 · 
2010 · 
2011 · 
2012 · 
2013 · 
2014 · 
2015 · 
2016 · 
2017 · 
2018 · 
2019 · 
2020 · 
2021 · 
2022 · 
2023 · 
2024
Lijst van beklimmingen
 Tour Down Under · 
 Ronde van Vlaanderen · 
 Ronde van het Baskenland · 
 Gent-Wevelgem · 
 Amstel Gold Race · 
 Ronde van Romandië · 
 Ronde van Catalonië · 
 Critérium du Dauphiné Libéré · 
 Ronde van Zwitserland · 
 Clásica San Sebastián · 
 Ronde van Polen · 
 Vattenfall Cyclassics · 
  Eneco Tour · 
 GP Ouest France-Plouay